# Charles West (attore)
Charles West (Pittsburgh, 30 novembre 1885 – Los Angeles, 10 ottobre 1943) è stato un attore statunitense conosciuto anche con il nome di Charles H. West. Attivo dal 1908 al 1940, girò nella sua carriera di attore, oltre trecento film.

## Biografia
Charles West nacque a Pittsburgh nel 1885. A 23 anni, nel 1908, esordì come attore in un film di David Wark Griffith, The Christmas Burglars, continuando a lavorare negli anni seguenti sempre con Griffith, entrato a far parte del team fisso del regista alla Biograph.
Negli anni venti,  a West vennero affidati in prevalenza ruoli di contorno o piccole partecipazioni. Nella sua carriera, l'attore prese parte a 309 pellicole. La sua ultima partecipazione in un film fu un ruolo di emigrante (non accreditato) in Furore di John Ford.
Morì nel 1943 a Los Angeles a 58 anni.

## Filmografia parziale

### 1908
- The Christmas Burglars, regia di D.W. Griffith – cortometraggio (1908)

### 1909
- Love Finds a Way, regia di D.W. Griffith – cortometraggio (1909)
- The Fascinating Mrs. Francis, regia di D.W. Griffith – cortometraggio (1909)
- The Son's Return, regia di D.W. Griffith – cortometraggio (1909)
- The Peachbasket Hat, regia di D.W. Griffith – cortometraggio (1909)
- The Way of Man, regia di D.W. Griffith – cortometraggio (1909)
- Lines of White on a Sullen Sea, regia di D.W. Griffith – cortometraggio (1909)
- Two Women and a Man, regia di D.W. Griffith – cortometraggio (1909)
- The Red Man's View, regia di D.W. Griffith – cortometraggio (1909)
- The Test, regia di D.W. Griffith – cortometraggio (1909)

### 1910
- Her Terrible Ordeal, regia di D.W. Griffith – cortometraggio (1910)
- The Last Deal, regia di D.W. Griffith – cortometraggio (1910)
- The Newlyweds, regia di D.W. Griffith – cortometraggio (1910)
- The Thread of Destiny, regia di D.W. Griffith – cortometraggio (1910)
- In Old California, regia di D.W. Griffith – cortometraggio (1910)
- The Converts, regia di D.W. Griffith – cortometraggio (1910)
- The Twisted Trail, regia di D.W. Griffith – cortometraggio (1910)
- Gold Is Not All, regia di D.W. Griffith – cortometraggio (1910)
- His Last Dollar, regia di D.W. Griffith – cortometraggio(1910)
- The Two Brothers, regia di D.W. Griffith – cortometraggio (1910)
- As It Is in Life, regia di D.W. Griffith – cortometraggio (1910)
- A Rich Revenge, regia di D.W. Griffith – cortometraggio (1910)
- A Romance of the Western Hills, regia di D.W. Griffith – cortometraggio (1910)
- Thou Shalt Not, regia di D.W. Griffith – cortometraggio (1910)
- The Way of the World, regia di D.W. Griffith – cortometraggio (1910)
- The Gold Seekers, regia di D.W. Griffith – cortometraggio (1910)
- The Unchanging Sea, regia di D.W. Griffith – cortometraggio (1910)
- Love Among the Roses, regia di D.W. Griffith – cortometraggio (1910)
- Ramona, regia di D.W. Griffith – cortometraggio (1910)
- A Knot in the Plot, regia di D.W. Griffith – cortometraggio (1910)
- The Impalement, regia di D.W. Griffith – cortometraggio (1910)
- In the Season of Buds, regia di D.W. Griffith – cortometraggio (1910)
- The Purgation, regia di D.W. Griffith – cortometraggio (1910)
- A Child of the Ghetto, regia di D.W. Griffith – cortometraggio (1910)
- A Victim of Jealousy, regia di D.W. Griffith – cortometraggio (1910)
- In the Border States, regia di D.W. Griffith – cortometraggio (1910)
- The Face at the Window, regia di D.W. Griffith – cortometraggio (1910)
- The Marked Time-Table, regia di D.W. Griffith – cortometraggio (1910)
- A Child's Impulse, regia di D.W. Griffith – cortometraggio (1910)
- A Midnight Cupid, regia di D.W. Griffith – cortometraggio (1910)
- What the Daisy Said, regia di D.W. Griffith – cortometraggio (1910)
- A Flash of Light, regia di D.W. Griffith – cortometraggio (1910)
- As the Bells Rang Out!, regia di D.W. Griffith – cortometraggio (1910)
- Her Father's Pride, regia di D.W. Griffith – cortometraggio (1910)
- The House with Closed Shutters, regia di D.W. Griffith – cortometraggio (1910)
- A Salutary Lesson, regia di D.W. Griffith – cortometraggio (1910)
- A Summer Idyll, regia di D.W. Griffith – cortometraggio (1910)
- In Life's Cycle, regia di D.W. Griffith – cortometraggio (1910)
- A Summer Tragedy regia di Frank Powell e D.W. Griffith – cortometraggio (1910)
- The Oath and the Man, regia di D.W. Griffith – cortometraggio (1910)
- The Iconoclast, regia di D.W. Griffith – cortometraggio (1910)
- A Gold Necklace, regia di Frank Powell – cortometraggio (1910)
- That Chink at Golden Gulch, regia di D.W. Griffith – cortometraggio (1910)
- The Masher, regia di Frank Powell – cortometraggio (1910)
- A Lucky Toothache, regia di Frank Powell – cortometraggio (1910)
- The Message of the Violin, regia di D.W. Griffith – cortometraggio (1910)
- Waiter No. 5, regia di D.W. Griffith – cortometraggio (1910)
- The Fugitive, regia di D.W. Griffith – cortometraggio (1910)
- Simple Charity, regia di D.W. Griffith – cortometraggio (1910)
- Sunshine Sue, regia di D.W. Griffith – cortometraggio (1910)
- A Plain Song, regia di D.W. Griffith – cortometraggio (1910)
- The Golden Supper, regia di D.W. Griffith – cortometraggio (1910)
- The Lesson, regia di D.W. Griffith – cortometraggio (1910)
- The Recreation of an Heiress, regia di Frank Powell – cortometraggio (1910)
- Winning Back His Love, regia di D.W. Griffith – cortometraggio (1910)

### 1911
- The Two Paths, regia di D.W. Griffith – cortometraggio (1911)
- When a Man Loves, regia di D.W. Griffith – cortometraggio (1911)
- The Italian Barber, regia di D.W. Griffith – cortometraggio (1911)
- His Trust, regia di D.W. Griffith – cortometraggio  (1911)
- Fate's Turnin, regia di D.W. Griffith – cortometraggio (1911)
- Three Sisters, regia di D.W. Griffith – cortometraggio (1911)
- What Shall We Do with Our Old?, regia di D.W. Griffith – cortometraggio (1911)
- Was He a Coward?, regia di D.W. Griffith – cortometraggio (1911)
- Teaching Dad to Like Her, regia di D.W. Griffith e Frank Powell – cortometraggio (1911)
- The Lonedale Operator, regia di D.W. Griffith (1911)
- The Spanish Gypsy, regia di D.W. Griffith – cortometraggio (1911)
- The Broken Cross, regia di D.W. Griffith – cortometraggio (1911)
- Paradise Lost, regia di D.W. Griffith, Frank Powell, Mack Sennett – cortometraggio (1911)
- His Mother's Scarf, regia di D.W. Griffith – cortometraggio (1911)
- How She Triumphed, regia di D.W. Griffith – cortometraggio (1911)
- In the Days of '49, regia di D.W. Griffith – cortometraggio (1911)
- The Country Lovers, regia di Mack Sennett – cortometraggio (1911)

- Love in the Hills, regia di D.W. Griffith – cortometraggio (1911)

### 1912
- A Tale of the Wilderness, regia di D. W. Griffith – cortometraggio (1912)
- Iola's Promise, regia di David W. Griffith – cortometraggio (1912)
- A Blot on the 'Scutcheon, regia di D.W. Griffith – cortometraggio (1912)
- The Female of the Species, regia di D.W. Griffith – cortometraggio (1912)
- The Lesser Evil, regia di D.W. Griffith – cortometraggio (1912)
- The Old Actor, regia di D.W. Griffith – cortometraggio (1912)
- His Lesson, regia di D.W. Griffith – cortometraggio (1912)
- Helen's Marriage, regia di Mack Sennett – cortometraggio (1912)
- A Close Call, regia di Mack Sennett – cortometraggio (1912)
- A Beast at Bay, regia di D.W. Griffith – cortometraggio (1912)
- The God Within, regia di D.W. Griffith – cortometraggio (1912)

### 1913
- A Misappropriated Turkey, regia di D.W. Griffith – cortometraggio (1913)
- Oil and Water, regia di D.W. Griffith – cortometraggio (1913)
- The Wrong Bottle,  regia di Anthony O'Sullivan – cortometraggio (1913)
- A Girl's Stratagem, regia di D.W. Griffith – cortometraggio (1913)
- Fate, regia di D.W. Griffith – cortometraggio (1913)
- A Welcome Intruder, regia di D.W. Griffith – cortometraggio (1913)
- The Hero of Little Italy, regia di D.W. Griffith – cortometraggio (1913)
- The Stolen Bride, regia di Anthony O'Sullivan – cortometraggio (1913)
- A Horse on Bill, regia di Dell Henderson – cortometraggio (1913)
- A Frightful Blunder, regia di Anthony O'Sullivan – cortometraggio (1913)
- The Left-Handed Man, regia di D.W. Griffith – cortometraggio (1913)
- The Wanderer, regia di D.W. Griffith (1913)
- Just Gold, regia di D.W. Griffith (1913)
- Slippery Slim Repents, regia di Dell Henderson (1913)
- Just Kids, regia di Dell Henderson (1913)
- Red Hicks Defies the World, regia di Dell Henderson (1913)
- The Switch Tower, regia di Anthony O'Sullivan (1913)
- The Mothering Heart, regia di D.W. Griffith (1913)
- In Diplomatic Circles, regia di Anthony O'Sullivan (1913)
- Her Mother's Oath, regia di D.W. Griffith (1913)
- A Gamble with Death, regia di Anthony O'Sullivan (1913)
- The Reformers; or, The Lost Art of Minding One's Business, regia di D.W. Griffith (1913)
- A Gambler's Honor, regia di Anthony O'Sullivan (1913)
- The Mirror, regia di Anthony O'Sullivan (1913)
- The Vengeance of Galora, regia di Anthony O'Sullivan (1913)
- When Love Forgives, regia di Anthony O'Sullivan (1913)
- Under the Shadow of the Law, regia di Anthony O'Sullivan (1913)
- I Was Meant for You, regia di Anthony O'Sullivan (1913)
- Father's Chicken Dinner, regia di Dell Henderson (1913)
- The Work Habit, regia di Anthony O'Sullivan (1913)
- A Modest Hero, regia di Dell Henderson (1913)
- For the Son of the House, regia di Dell Henderson (1913)
- A Tender-Hearted Crook, regia di Anthony O'Sullivan (1913)
- Red and Pete, Partners, regia di Anthony O'Sullivan (1913)
- The Stopped Clock, regia di Anthony O'Sullivan (1913)
- Old Coupons, regia di Anthony O'Sullivan (1913)
- The Detective's Stratagem (1913)
- All for Science, regia di Anthony O'Sullivan (1913)
- Her Wedding Bell, regia di Anthony O'Sullivan (1913)

### 1914
- A Fair Rebel, regia di Frank Powell (1914)
- The Wife, regia di David Miles (1914)
- Lord Chumley, regia di James Kirkwood (1914)
- Woman Against Woman, regia di Paul Powell (1914)
- The Man and the Master, regia di Anthony O'Sullivan (1914)
- Near Death's Door, regia di J.P. McGowan (1914)
- The Smuggler's Wife, regia di Anthony O'Sullivan (1914)
- The New Reporter (1914)
- The Peddler's Bag, regia di Anthony O'Sullivan (1914)
- The Indian (1914)
- The Gold Thief
- The Guiding Fate
- Their Soldier Boy
- The Tides of Sorrow
- The Dole of Destiny (1914)
- The Child Thou Gavest Me (1914)
- His Old Pal's Sacrifice (1914)
- Just a Kid (1914)
- The Bond Sinister, regia di J. Farrell MacDonald (1914)

### 1915
- From the Shadow (1915)
- The Inevitable Retribution (1915)
- The Dancer's Ruse (1915)
- The Borrowed Necklace (1915)
- The Box of Chocolates (1915)
- The Heart of a Bandit (1915)
- His Desperate Deed (1915)
- The Love Transcendent (1915)
- Just a Lark (1915)
- The Sheriff's Dilemma (1915)
- The Miser's Legacy (1915)
- The Gambler's I.O.U. (1915)
- A Double Winning (1915)
- A Day's Adventure (1915)
- Truth Stranger Than Fiction (1915)
- Her Dormant Love (1915)
- The Burned Hand, regia di Tod Browning (1915)
- The Woman from Warren's, regia di Tod Browning (1915)
- Her Convert, regia di Tony O'Sullivan (Anthony O'Sullivan) (1915)
- Little Marie, regia di Tod Browning – cortometraggio (1915)
- Old Offenders, regia di Anthony O'Sullivan (1915)
- The Mystic Jewel, regia di Jack Conway (1915)
- The Little Boy Who Once Was He (1915)
- The Ceremonial Turquoise (1915)
- The Fatal Hour (1915)
- Her Oath of Vengeance, regia di Francis J. Grandon (1915)
- Merely Players (1915)
- The Gambler of the West (1915)
- Divorcons (1915)

### 1916
- The Wood Nymph, regia di Paul Powell (1916)
- The Law of Success – cortometraggio (1916)
- I sette angeli di Ketty (Let Katie Do It), regia di C.M. Franklin e S.A. Franklin (1916)
- A Movie Star, regia di Fred Fishback (Fred Hibbard) (1916)
- The Smugglers (1916)
- Martha's Vindication, regia di Chester M. Franklin e Sidney Franklin (1916)
- The Stampede (1916)
- The Heart of Nora Flynn, regia di Cecil B. DeMille (1916)
- The Temptation of Adam, regia di Alfred E. Green – cortometraggio (1916)
- Beverly of Graustark (1916)
- A Gutter Magdalene, regia di George H. Melford (1916)
- The Dream Girl, regia di Cecil B. DeMille (1916)
- The Conflict, regia di William Robert Daly – cortometraggio (1916)
- The Old Man Who Tried to Grow Young, regia di Thomas N. Heffron – cortometraggio (1916)
- In the House of the Chief, regia di Thomas N. Heffron – cortometraggio (1916)

### 1917
- Betty to the Rescue, regia di Frank Reicher (1917)
- The American Consul, regia di Rollin Sturgeon (1917)
- Little Miss Optimist, regia di Robert Thornby (1917)
- The Little Pirate, regia di Elsie Jane Wilson (1917)
- The Trouble Buster, regia di Frank Reicher (1917)
- Society's Driftwood, regia di Louis Chaudet (1917)

### 1918
- The Flash of Fate, regia di Elmer Clifton (1918)
- Revenge, regia di Tod Browning (1918)
- The White Man's Law, regia di James Young (1918)
- Shackled, regia di Reginald Barker (1918)
- The Ghost Flower, regia di Frank Borzage (1918)
- The Source, regia di George Melford (1918)
- The Girl Who Came Back, regia di Robert G. Vignola (1918)
- The Mystery Girl, regia di William C. de Mille (1918)
- Wife or Country, regia di E. Mason Hopper (1918)

### 1919
- A Very Good Young Man, regia di Donald Crisp (1919)
- The Woman Michael Married, regia di Henry Kolker (1919)
- L'eterno triangolo (His Divorced Wife), regia di Douglas Gerrard (1919)

### 1920
- The Phantom Melody, regia di Douglas Gerrard (1920)
- The River's End , regia di Victor Heerman, Marshall Neilan (1920)
- Polly of the Storm Country, regia di Arthur Rosson (1920)
- Parlor, Bedroom and Bath, regia di Edward Dillon (1920)
- Go and Get It, regia di Marshall Neilan e Henry Roberts Symonds (1920)
- A Thousand to One, regia di Rowland V. Lee (1920)

- Bob Hampton of Placer, regia di Marshall Neilan (1921)

### 1922
- The Lane That Had No Turning, regia di Victor Fleming (1922)
- La corsa al piacere (Manslaughter), regia di Cecil B. DeMille (1922)
- Love in the Dark, regia di Harry Beaumont (1922)

### 1923
- Red Lights, regia di Clarence G. Badger (1923)
- The Eternal Three, regia di Marshall Neilan, Frank Urson (1923)
- Times Have Changed, regia di James Flood (1923)
- Held to Answer, regia di Harold M. Shaw (1923)

### 1925
- The Talker, regia di Alfred E. Green  (1925)
- The Overland Limited, regia di Frank O'Neill (1925)
- The Part Time Wife, regia di Henry McCarty (1925)
- La strega di York (The Road to Yesterday), regia di Cecil B. DeMille   (1925)
- The Fate of a Flirt

### 1926
- The Skyrocket, regia di Marshall Neilan (1926)
- Snowed in, regia di Spencer Gordon Bennet (1926)
- The House Without a Key, regia di Spencer Gordon Bennet (1926)

### 1927
- La mia vedova (Nobody's Widow), regia di Donald Crisp (1927)
- Il re dei re (The King of Kings), regia di Cecil B. DeMille (1927)
- On the Stroke of Twelve, regia di Charles J. Hunt (1927)

### 1929
- Acquitted, regia di Frank R. Strayer (1929)